# Carlos Rusconi
Carlos Rusconi (1898–1969) – argentyński paleontolog.
→ Eumysopinae
Publikacje:
- Rusconi, Carlos "El Conducto de Serresen los Aborgines Extinquidos de Mendoza" Revista Odontologica (Buenos Aires) no. 8: 1946

- Rusconi, Carlos "Catalogo de Departamento de Antropolagia del Museo Juan C Moyano" Revista de la Junta de Estudios Historicos de Mendoza t.13: 1938

- Bibliografia de Carlos Rusconi periodo 1927-1937: unknown: 1938

- Rusconi, Carlos "El Maray en la Mineria Prehispanica de Mendoza" revista Relojera – El Orfebre (Buenos Aires): 1946

- Rusconi, Carlos "Petroglifos y Pictografias de Mendoza y san Juan" Cienciae Investigacion – Revista Patrocinada Por la Asociacion Argentina Para el Progreso de las Ciencias: v.3: 1947

- Rusconi, Carlos "Investigaciones Arqueologicas en el Valle de Uspallata" Boletin Paleontologico de Buenos Aires, no. 12 (Buenos Aires): 1941